# 作票
作票、做票或造票為選舉舞弊行為之一，在投開票過程中，利用不正當手段使特定候選人之得票增加或減少，進而改變投票結果的行為。其中種票是作票的一種，出術者在選區安插額外鐵票選民，令指定候選人增加勝算機會。

## 各地情況

### 台灣
在臺灣，中國國民黨發生多次做票事件。早年由於處於戒嚴時期，故外界指稱做票事件時都使用較隱晦的「安全措施」一詞。

#### 戒嚴時期前
早在二二八事件與全臺戒嚴前的1946年國民參政會選舉（由臺灣省參議員投票間接選出）中，臺灣省行政長官公署民政處長周一鶚即曾因名字不清而將一張投給廖文毅的選票視為廢票，導致廖以一票之差落選。

#### 1950年代到中壢事件
1954年彰化縣長選舉由黨外的石錫勳對上國民黨提名的陳錫卿。投票當日彰化縣偏僻地區投票所出現村長收集選民身分證、由村長一手包辦代理圈選的事件，亦有投票所人員對作票表示不滿，至石錫勳競選辦事處報告，然而在向監察小組檢舉後只獲監察小組口頭答應派員取締，其實沒有動作。當時作票最嚴重出現在新港（今伸港鄉）第五九投票所，出現陳錫卿擁護者新港鄉長柯扱親自到投票所指揮舞弊的事件。:255-256引起監選委員吳蘅秋驅車前往新港第五九投票所檢舉，反遭彰化縣選監小組認為他干擾投票的事件，遭國民黨豢養的《中華日報》記載其干擾選舉。:256-257
1956年桃園縣桃園鎮鎮長改選，無黨籍的許新枝參選。投票當天，開票進行到一半發生電燈忽然熄滅事件，當時許新枝的助選員都帶著手電筒，一停電就打開電燈照射，使對方無法作弊。:203開票結果，許新枝以七十多票之差當選桃園鎮長。然而第二天監察小組就來找他，說對方檢舉他投票日在投票所一百公尺範圍從事競選活動。事實上是投票日當天，有助選員告訴他，在第七十七個投票所有管理員，在用「Do Re Mi」作弊：即蓋手印將非執政黨員的選票弄髒、讓選票無效。許新枝遂以縣議員身分去監察，請主任管理員、監察員表示有人檢舉作弊。沒想到此時旁邊卻有人照了相，以此作為拉票證據。當許新枝將情形解釋給監察小組時，並說可以找證人，結果他們並不接受，判定許氏違規。:203-204許新枝更在7月6日新任鎮長就職日，遭新竹地方法院宣判「當選無效」。:205結果許新枝在補選中再度投入選舉，獲得更多選票，當選鎮長。唯許新枝就任鎮長不久，就徵召「入伍令」。只好辦休學、停職，入營受訓。:215-216引起《自由中國》雜誌在社論譴責，與參選臺中縣長而被徵召入伍的王地相提並論。
1957年臺北市長選舉在開票過程中出現多次「停電」情況，最後國民黨力挺的黃啟瑞以17多萬領先黨外的高玉樹的11多萬票。導致高玉樹的競選辦事處貼出「君子不計成敗，公道自在人心」、「寧可光榮的失敗，不求不光榮的勝利」標語。當時臺北市有一所投票所出現76張廢票，其中高玉樹就佔75張，而當屆臺北市選舉廢票八千多張，差不多全都是高玉樹的選票。:1851960年韓國總統選舉中爆發韓國總統李承晚的作票事件，導致學生運動抗議引發群眾推翻李承晚政權，因此在1964年臺北市長選舉中，國民黨受到美國警告，允許黨外候選人自派監票員。:24也給了高玉樹捲土重來的機會。高玉樹自言自己會願意再度參選，是因為選務當局允許候選人自派監票員之故。:24然而在4月26日投票當天計票器亦是發生「故障」事件。此外也發生「停電」事件，在高陣營事先預備手電筒下得以監控票箱。
同年的高雄縣長選舉中，由黨外的余登發對上國民黨的陳皆興。在梓官鄉發生140號投票所有兩百多位選民持身分證來領票，卻發現他們的票已遭領走的事件。:134由於作票證據確鑿，余登發於是提出選舉無效訴訟，在作票部分告發四十多個投票所工作人員舞弊，以「五指連彈」手法，在選舉名冊上用彈鋼琴方式按下指模，冒領沒有參加選民投票的選票。結果僅有兩個投票所人員經指紋鑑定遭判刑，其餘獲不起訴處分。:104而選舉無效部分，法院甚至以「一個投票所不足以影響整個選舉結果」為由，判決余登發敗訴。此後三十年，中華民國的法院都以此為由，拒絕黨外對驗票的要求。:134
在雲林縣長選舉方面，則出現投票所的選監人員沒有按照身障選民的指示投票的情况。二崙鄉有位瞎眼選民，他指定要投給雲林縣長候選人王吟貴，他是青年黨的候選人，他還鄭重聲明：「我要選王吟貴，不要圈錯了。」結果代圈的人並不是圈給王吟貴，卻圈給另一位候選人。同樣的手段也發生在1972年高雄市長選舉，投票日當天住在高雄市前金區光明街39號澎湖籍的七十五歲盲婦洪葉杯在孫女洪鳳英扶持下，前往設在前金區文聖殿投票所投票。洪鳳英投完票後擬協助洪葉杯投票，但遭投票所主任管理員阻止。楊姓人員表示他人不得近投票所，應由投票所人員協助選民按照其意志代為圈選。然而在洪老太太當場表示願投給候選人謝掙強，卻遭該主任管理員違反其意志，圈投給國民黨籍的王玉雲。遭洪鳳英撞見，引起選舉糾紛。:103
1960年彰化縣長選舉中，石錫勳遇上國民黨提名的呂世明。開票當天同樣傳出多起選舉舞弊事件。如彰化市中山投票所出現唱票員故意將石錫勳的票，唱作呂世明的票，連續數張，經選民指出後才更正。而二林、二水、員林、社頭甚至出現投票所「停電」事件，從中舞弊。
在同年的臺南市長選舉時，黨外的葉廷珪對上國民黨的辛文炳，最後葉廷珪以59,034票敗給辛文炳的64,143票。然而選後國民黨被指控在選舉中舞弊，包括在南區有管理員發現有人多次持他人身分證入投票所投票，欲上前阻止時竟遭發票員威脅直到被主任監察員發現後制止、西區則有管理員將廢票列入辛文炳得票等事件，引起《自由中國》在社論中譴責，要求應宣告選舉無效。葉廷珪在選後向市民謝票時，受到市民大放鞭炮表示支持，甚至跟隨遊行的人數達到數萬人。
1963年，石錫勳以無黨籍身分參選第三屆省議員，結果當開票發表到剩下鹿港鎮時，電臺突然停播。當時助選員已將鹿港的票數報告出來，石錫勳得票1,441票、徐堅只有770票。然而此時電臺再度廣播，聲稱因計算錯誤，重新播送選舉情況。結果原本石錫勳領先徐堅一千多票，卻在重新廣播後變成落後一萬多票。:349-350數天後，據二林的陳大福傳來消息，指出二林媽祖廟的籤筒裏發現一大堆的石錫勳選票。:351當時亦有民眾請石錫勳提出選舉無效之訴，然而在石錫勳請教彰化縣選監小組負責人古鼐後。古鼐告之石氏人證最不可靠，並且人證最容易被收買，到時不但無法作證人，反而告訴人可能要遭誣告之虧。由於石錫勳在上屆縣長選舉時提出官司，在證人對己有利下仍被高等法院駁回。加上古鼐的坦白，知道即使提出選舉訴訟仍會無效，石錫勳最終作罷。:351-352
在桃園縣，曾參加第五、六屆縣長選舉的黨外人士黃玉嬌也曾遇過作票事件。據黃玉嬌參加1977年選後地方選舉檢討座談會發言，在1964年第五屆桃園縣長選舉她抓到作票證據，然而在打選舉官司時，法官的判決居然是：「原告黃玉嬌，妳抓到舞弊XX票確實沒錯，但對選舉結果沒有影響。」1968年第六屆縣長選舉中有個投票所作票做到104%的投票率。:55
1975年立法委員選舉，黨外人士郭雨新的選區宜蘭更是因出現數萬張「廢票」而導致郭雨新落選，日後在挖馬路時挖出一大袋投給郭氏的選票。根據當時幫郭雨新助選的邱義仁回憶，投票日當天邱氏與吳乃仁到瑞芳監票時，兩人站在門口記票，卻發生出來的總票數竟然比他們記的票數還多三分之二。當時郭雨新廢票達三萬張，而國民黨的林榮三卻怎麼圈都算有效票。邱義仁為此向投票所主任質疑時，卻被駐場的警察當場打了一巴掌。

#### 中壢事件
1977年中華民國縣市長選舉中，桃園縣出現黨外的許信良對上國民黨提名的歐憲瑜。桃園縣中壢市第二一三號投開票所（中壢國小）監選主任范姜新林被證人邱奕彬等人指稱涉嫌舞弊做票，其他地方國民黨舞弊的消息也不斷傳來，警察不但未積極處理，反將監票主任帶走保護起來，引起市民憤而包圍桃園縣政府警察局中壢分局，此為中壢事件。因此當時有句話是這麼說的：「國民黨當選靠兩票，買票和做票。」
中壢事件也影響其他縣市結果。據參選省議員的何春木在選後的地方選舉檢討座談會發言，當時參選市長的曾文坡估計贏一萬多票，官方發表卻贏一千多票；何春木自身據己方報告贏七千八百票，結果只贏三千五百票。何春木在開票當晚八點半就知道自己當選了，選務單位卻保留十四口票箱遲不發表。直到幾千名支持何春木與曾文坡的選民圍在市政府，加上中壢事件鬧大的消息傳來，到十一點多才發表開票結果。:59-60在臺南市方面，黨外的蘇南成一路領先，卻出現有十多個投票所突然「停電」，開票速度也跟著變慢。引起擠在府前路的民眾一時群情激憤。:147現場並傳出「桃園中壢的選民把警車翻倒了，也把警察局砸了」的消息，最終在恢復供電下，群眾的情緒才安定下來。:147-148確立了蘇南成的當選。
任國民黨基層黨工長達24年的詹碧霞在民國63年12月立委選舉時實際參與「做票」，國民黨為封鎖黨外人士郭雨新，將選票撥給中國青年黨的候選人張淑真，這是國民黨所開「政黨合作之先河」。詹碧霞為國民黨提名候選人鄭水枝固票。選舉當天詹碧霞先到投開票所查閱選舉名冊，看有誰還沒來領票投票，就上門到 選民家中拿身分證、印章代投票，每張票都投給鄭水枝。還有更簡便的方法，負責選務的課長讓她直接簽名，交給她一疊選票，於是她改以簽名蓋手印換選票，她的十個手指頭蓋滿紅印泥油，「彈了一下午的鋼琴，鄭水枝和張淑真都當選了。」
曾任多年國民黨黨工的邱家洪也曾回憶，在彰化縣大城鄉民眾服務分社主任任內。曾在1969年中央民意代表增補選中為國民黨作票，由於國民黨提名的第二選區候選人黃宗焜為嘉義人，遇上來勢洶洶違紀參選的蔡李鴦。當時大城鄉受指示蔡李鴦得票數不可超過黃宗焜。因此在投票前每個投票箱都先放進黃宗焜的選票一百張、投票開始後再拿空白票蓋投黃宗焜，在下午投票快結束前在選舉人名冊未出席這名字下按指紋表示當事人以投票、並在開票時以手指沾印汙泥將蔡李鴦選票抹成廢票，最終使黃宗焜在大城鄉的選票超過蔡李鴦。

#### 解嚴後
國民黨做票的行為持續到解嚴以後，1992年民進黨主席黃信介「元帥東征」參選花蓮縣立委選舉時，也爆發做票傳聞，由於民眾指証歷歷，民進黨立刻號召驗票，輿論沸騰，大批民眾前往花蓮縣府抗議，花蓮地方法院檢察署檢察官只好受理驗票，在驗票時更發現有花蓮市十二個投票所出現738張「幽靈選票」，比來投票的人數還多。於是檢方查出多位選務人員用將預藏的選票，趁著清點票數，其他監票人員不注意時，暗中投入。最後1993年偵結選舉弊案，中國國民黨花蓮市市長魏木村及其弟花蓮縣議員魏東河等被起訴判刑，由中央選舉委員會公告黃信介當選，是指標性的1992年花蓮縣立法委員選舉集體作票事件。
1999年任職國民黨基層黨工長達24年的詹碧霞，出版《買票懺悔錄》，以個人實際經歷，細數選舉買票、甚至做票的過程。

#### 造假連署案
2025年，中國國民黨對多位民主進步黨籍立委發起罷免連署，其送件的第一階段罷免連署名冊上，出現大量不知情或已過世者，有高比例的連署人已經死亡，被質疑在未經知情同意下抄寫黨員名冊系統性進行連署造假，被認為是相當於作票的選舉舞弊。該案也導致國民黨地方黨部多位黨工因偽造文書檢方約談調查，包括台北市黨部主委黃呂錦茹。同年4月29日，時任基隆市政府民政處長、前中國國民黨青年部主任張淵翔在基隆地檢署偵辦下，承認利用職務查詢戶政系統個人資料，非法使用個資，並行使偽造私文書，編造民進黨籍基隆市議員鄭文婷與張之豪的罷免連署名冊，被質疑是嚴重影響台灣民主公平性，公務人員涉及選舉舞弊的作票行為。

### 韓國
1960年韓國第四屆總統選舉時，執政的韓國自由黨李承晚陣營被認為在選舉中作票舞弊。引發學生抗議，最終導致李承晚下台流亡海外。在2004年的韓國電影《總統的理髮師》中，片中即出現主角替李承晚陣營進行作票的劇情。
韓國的作票行為直到朴正熙時代仍存續，曾是1960年代金大中組織參謀的嚴昌錄即有名言稱：「韓國執政黨的犯罪選舉，就連甘迺迪和李舜臣將軍都會落選。」:274

### 香港
2011年香港區議會選舉後，傳媒揭發出不少涉嫌種票的個案，引起社會廣泛談論，揭發後，廉政公署立刻作出行動，缉捕相關人士入獄。
2016年立法會選舉後，廉政公署拘捕多人涉嫌於資訊科技界功能界別種票。

### 俄羅斯
2011年12月4日舉行的杜馬（下議院）大選，實際掌握俄國領導權的普亭，其領軍的統一俄羅斯黨，被獨立監督組織Golos、歐洲安全與合作組織等第三方機構觀察員發現到有嚴重選舉舞弊的情形。而被揭發的舞弊手法包含了在投票匭中暗藏變造之執政黨選票、打壓政敵、妨害投票等狀況，引起了反普亭民眾大規模示威，要求普亭下台、重新選舉並懲辦選舉委員會主席；而外界的觀察則指出此一舞弊事件影響到普亭於2012年俄國總統大選的「回鍋」企圖。

### 乌克兰
2012年乌克兰议会选举期间，东部顿涅茨克州的谢韦尔内发生了死人“投票”的怪事，一位女性抱怨自己三十年前去世的哥哥“投票”给亚努科维奇所在的地区党候选人，据她介绍，选举邀请函仍然会送到她多年前去世的哥哥的故居，晚上有人在投票站替哥哥打勾。

### 馬來西亞
2013年大選，馬來西亞的執政黨聯盟國民陣線曾疑似以停電的手段做票，使得其選票數量大增

### 美國
2016年11月22日，密西根大學電腦安全專家和律師宣稱，在密西根（川普贏希拉蕊10,704票，0.23%）、威斯康辛（川普贏希拉蕊27,257票，0.81%）和賓夕凡尼亞（川普贏希拉蕊70,010票，1.13%）這3個川普險勝的州分的選戰中，疑似出現駭客入侵（可以更改用電子投票的人的投票內容或使投票無效）、竄改票數等選舉舞弊情況的證據。对此，川普和希拉蕊双方及其支持者均指责对方作票。
2021年1月2日，喬治亞州州務卿布拉德·拉芬斯佩格洩露一段他與時任美國總統唐納德·特朗普的電話對話。特朗普在電話中要求拉芬斯佩格為他「尋找11780張選票」，因為2020美國總統選舉的喬治亞州選民投票中特朗普以11779票之差敗給對手喬·拜登。